# Olympische Winterspiele 1988/Teilnehmer (China)
| Gelbes Symbol für Goldmedaillen mit stilisierten Olympischen Ringen | Graues Symbol für Silbermedaillen mit stilisierten Olympischen Ringen | Braundes Symbol für Bronzemedaillen mit stilisierten Olympischen Ringen |
| ------------------------------------------------------------------- | --------------------------------------------------------------------- | ----------------------------------------------------------------------- |
| —                                                                   | —                                                                     | —                                                                       |

Die Volksrepublik China nahm an den Olympischen Winterspielen 1988 im kanadischen Calgary mit einer Delegation von 13 Athleten in drei Disziplinen teil, davon sechs Männer und sieben Frauen. Ein Medaillengewinn gelang keinem der Athleten.
Fahnenträger bei der Eröffnungsfeier war der Eiskunstläufer Zhang Zhubin.

## Teilnehmer nach Sportarten

### Eiskunstlauf
Männer
- Zhang Shubin
20. Platz (39,4)

Frauen
- Yibing Jiang
nicht für die Kür qualifiziert

Paare
- Mei Zhibin & Li Wei
14. Platz (24,5)

Eistanz
- Liu Luyang & Zhao Xiaolei
19. Platz (38,0)

### Eisschnelllauf
Männer
- Liu Yanfei
1500 m: 31. Platz (1:57,38 min)

- Lu Shuhai
10.000 m: 29. Platz (14:49,52 min)

Frauen
- Zhang Qing
3000 m: 21. Platz (4:30,19 min)

- Wang Xiaoyan
5000 m: 16. Platz (7:46,30 min)

### Skilanglauf
Männer
- Zhao Jun
15 km klassisch: 74. Platz (50:55,2 min)
30 km klassisch: 64. Platz (1:39:13,9 h)

Frauen
- Wang Jinfen
5 km klassisch: Rennen nicht beendet
10 km klassisch: 51. Platz (38:47,7 min)

- Tang Yuqin
20 km Freistil: 47. Platz (1:06:50,1 h)